# Indiana Jones in the Lost Kingdom
Indiana Jones in the Lost Kingdom is een videospel voor de Commodore 64. Het spel werd uitgebracht in 1984. 